# Shake Hands with the Devil – The Journey of Roméo Dallaire
Shake Hands with the Devil – The Journey of Roméo Dallaire ist ein kanadischer Dokumentarfilm aus dem Jahr 2004 mit Roméo Dallaire. Thema ist die Aufarbeitung des Völkermords in Ruanda im Jahr 1994, der mit Archivmaterial in Rückblicken veranschaulicht wird.

## Handlung
Roméo Dallaire war von 1993 bis 1994 General der Friedenstruppen der Vereinten Nationen in Ruanda.
Zehn Jahre später kehrt er mit seiner Frau zurück in das Land, das ihn für immer geprägt hat. Es erscheint ihm wie eine Rückkehr in die Hölle. In Interviews kommentieren Dallaire und andere Zeitzeugen tragische Nachrichtenbilder von damals.
Ruanda war früher belgische Kolonie. Nach ständigen Unruhen zwischen Tutsi und Hutu wurde ein Friedensabkommen unterzeichnet, aber die Lage blieb angespannt. Im April 1994 wurde das Flugzeug des Staatspräsidenten Juvénal Habyarimana mit einer Rakete abgeschossen. Es folgten Kämpfe in der Hauptstadt, und die Situation geriet außer Kontrolle. Der Genozid an den Tutsi und gemäßigten Hutu begann. Zehn belgische Blauhelmsoldaten der Unterstützungsmission der Vereinten Nationen für Ruanda unter dem Kommando Dallaires wurden getötet. Europäische Länder schickten Truppen, um ihre Landsleute zu schützen. Dallaire wurde keine Verstärkung zur Verfügung gestellt, um die Tutsi zu retten. Seine schlecht ausgestattete Friedensmission scheiterte, und er musste hilflos zusehen, wie mehr als 800.000 Ruander, meist Tutsi, in etwa 100 Tagen ermordet wurden, weil sie von der restlichen Welt im Stich gelassen wurden. Die Vereinten Nationen beschlossen, alle bis auf 300 Blauhelmsoldaten abzuziehen. Dallaire zwang niemanden, zu bleiben. Rings um sein Hauptquartier fielen Bomben. Er war machtlos, depressiv und beschuldigte sich selbst. An vorderster Front suchte er den Tod.
Wieder zu Hause in Kanada war Dallaire selbstmordgefährdet, weil er meinte, nicht mit dem Schmerz der Erinnerung leben zu können. Er hatte durch die Gräueltaten jahrelang tiefe Depressionen und unternahm Selbstmordversuche. Mit medizinischer Hilfe begann er, die Vergangenheit aufzuarbeiten. Er schrieb ein Buch, wandte sich an die Medien und berichtet immer wieder als Zeuge. Dallaire versucht, die Öffentlichkeit auf ihr damaliges Versäumnis aufmerksam zu machen. Er kritisiert, dass die westliche Welt kein Interesse hatte, den Völkermord zu verhindern.
1998 besuchte der damalige US-Präsident Bill Clinton mit seiner Frau Ruanda. In einer Rede zeigte er sich überrascht von der Schnelligkeit und dem Ausmaß des Terrors. Die Gedenkfeierlichkeiten zum zehnten Jahrestag der Massaker fanden ohne Teilnahme der westlichen Welt statt.
Durch das viele Leid, das Dallaire gesehen hat, kam er zu der Meinung, dass es auch die andere Seite, das extrem Gute, geben müsse.

## Kritiken
- Phil Villarreal beschrieb den Film am 30. Juni 2005 im Arizona Daily Star als schrecklich anzusehen, und genau das sei der Grund, warum man ihn sich ansehen müsse.[1]

## Auszeichnungen (Auswahl)
- 2005 wurde der Dokumentarfilm beim Banff World Television Festival mit dem Banff Rockie Award und als Best Canadian Program ausgezeichnet.
- 2005 gewann Michèle Hozer einen Gemini Award für den besten Schnitt eines Dokumentarfilms.
- 2005 gewann Peter Raymont beim Philadelphia Film Festival den Jury-Preis für den besten Dokumentarfilm.
- 2005 gewann Peter Raymont beim Sundance Film Festival den Publikumspreis für den besten ausländischen Dokumentarfilm.
- 2007 gewann der Film als bester Dokumentarfilm einen Emmy, geteilt mit dem Dokumentar-Kurzfilm God Sleeps in Rwanda.

## Hintergrundinformationen
Gedreht wurde zwei Wochen lang in Ruanda im April 2004.
Neben der 91-minütigen englischsprachigen DVD gibt es auch eine 56-minütige Fernsehversion.
Der Film basiert zum Teil auf Dallaires Buch Handschlag mit dem Teufel: Die Mitschuld der Weltgemeinschaft am Völkermord in Ruanda. Es gewann 2004 den kanadischen Buchpreis Governor General’s Literary Award.
Im Jahr 2006 ist Roméo Dallaire nach seinem Rückzug aus der Armee Mitglied des kanadischen Senats.
Eine weitere Verfilmung dieses Stoffes mit Unterstützung Dallaires entstand im Jahr 2006. Roy Dupuis spielte die Hauptrolle in diesem kanadischen Film Shake Hands With the Devil.